# Bambusina
Bambusina  là một chi Song tinh tảo trong họ Desmidiaceae.